# Bohuslavice (powiat Náchod)
Bohuslavice – gmina w Czechach, w powiecie Náchod, w kraju hradeckim. Według danych z dnia 1 stycznia 2014 liczyła 985 mieszkańców.